# Shekulli

Logo

Shekulli („Das Jahrhundert“) ist eine albanischsprachige Zeitung in Albanien. Die erste Ausgabe erschien 1997, nach wenigen Monaten wurde sie zur meistgelesenen Zeitung Albaniens neben Shqip. Der Hauptsitz der Redaktion ist in Tirana. Der Chefredakteur ist Ened Janina, Verwaltungspräsident Adrian Thano.